# Valentino (modehus)
Valentino er et italiensk modehus, der blev grundlagt i 1960 af Valentino Garavani og er en del af Valentino Fashion Group, der igen er ejet af staten Qatar igennem Mayhoola for Investments S.P.C. efter et køb på 700 mio. euro i 2012. Siden oktober 2008 har den kreative direktør været Pier Paolo Piccioli. Alessandra Facchinetti var kreativ designer fra 2007-2008. Virksomhedens hovedkvarter ligger i Milano, men den kreative afdeling er placeret i Rom.
Den internationale debut skete i 1962 i Firenze. Valentino har sæligt fremstillet brudekjoler, og har bl.a. designet til Elizabeth Taylor, Anne Hathaway, Jennifer Lopez, Courtney Cox, Sophie Hunter og Prinsesse Madeleine af Sverige.
Kering købte 30% af Valentino i juli 2023, og de planlægger at købe hele firmaet i 2028.